# Centre des démocrates sociaux

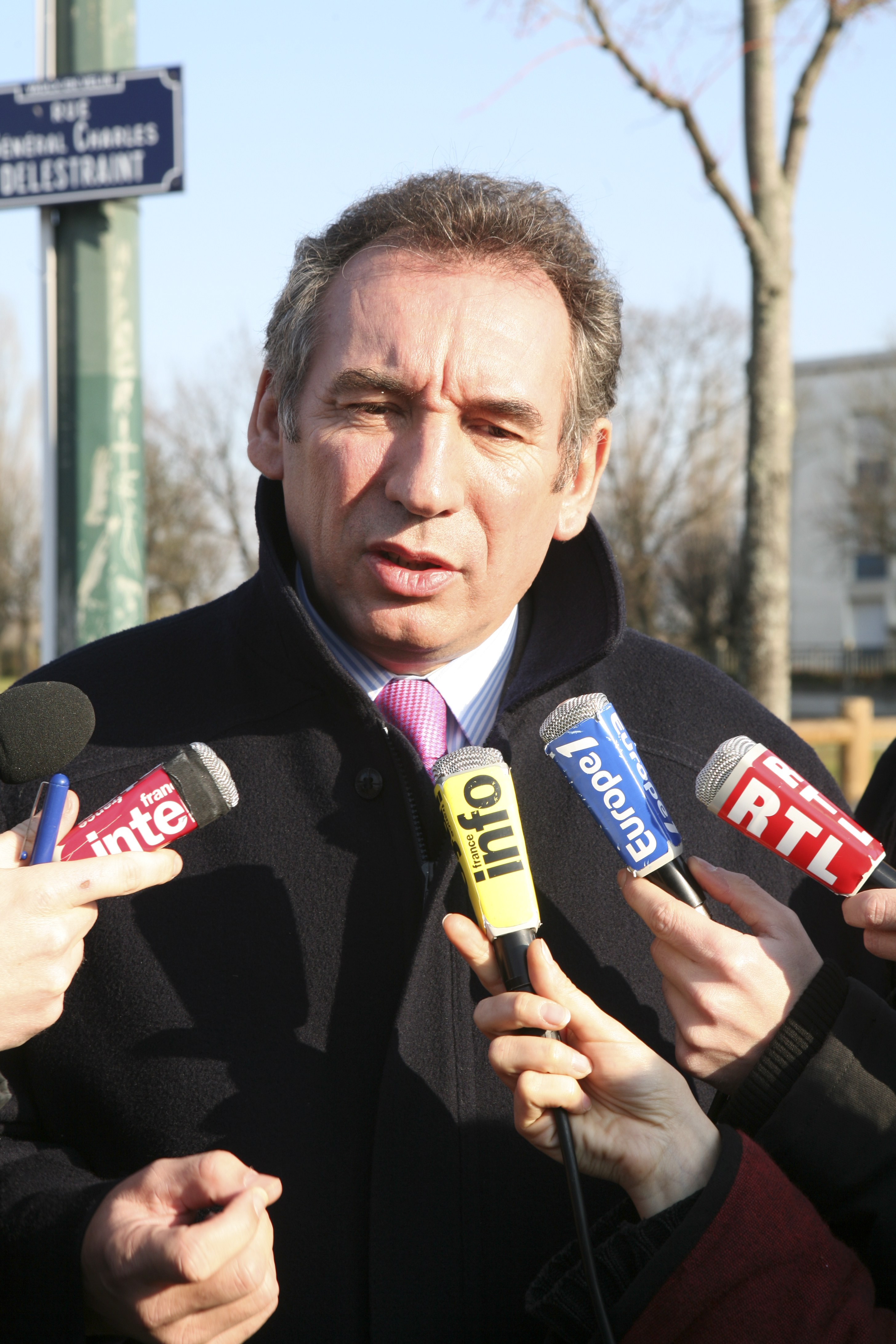
François Bayrou

Het Centre des démocrates sociaux CDS, Nederlands: Centrum van Sociaal-Democraten, was een politieke partij in  Frankrijk, die op 23 mei 1976 ontstond na de fusie van de partijen Centre démocrate CD van Jean Lecanuet en Centre démocratie et progrès CDP van Jacques Duhamel. Het CDS was net als deze beide partijen christendemocratisch georiënteerd en bevond zich in het politieke centrum. Het CD en het CDP kwamen uit de in 1967 opgeheven Mouvement Républicain Populaire MRP voort.
Het nieuwe Centre des démocrates sociaux was pro-Europees georiënteerd en beïnvloed door de katholieke sociale leer. De partij was echter nooit erg omvangrijk qua ledental en wist ook nooit de electorale successen van de MRP in jaren vijftig te evenaren. 
Het Centre des démocrates sociaux was op 1 februari 1978 samen met andere partijen van het politieke midden betrokken bij de stichting van de centrumrechtse Union pour la Démocratie Française UDF. Vanaf dat moment was het CDS een autonome partijen binnen de UDF. Het CDS won 35 zetels bij de parlementsverkiezingen van 1978.
François Bayrou werd in december 1994 tot voorzitter van het Centre des démocrates sociaux gekozen. Hij leidde in 1995 de fusie van het CDS met de Parti social-démocrate tot de Force démocrate FD. Bayrou was vervolgens de voorzitter van de nieuwe fusiepartij, die overigens gewoon van de UDF lid bleef. Hij leidt sinds 2007 de Mouvement démocrate MoDem.
De Force européenne démocrate van Jean-Christophe Lagarde, die in 2012 werd opgericht, beschouwt zich als de erfgenaam van het Centre des démocrates sociaux.

## Voorzitters
| Periode                       | Persoon            |
| ----------------------------- | ------------------ |
| mei 1976 - juni 1982          | Jean Lecanuet      |
| juni 1982 - december 1994     | Pierre Méhaignerie |
| december 1994 - november 1995 | François Léotard   |

## Fracties
- Assemblée nationale: 
  - Union du centre 1988-1993
- Senaat:
  - Union centriste des démocrates de progrès 1976-1983
  - Union centriste sinds 1983, tussen 2012 en 2017 de Union des démocrates et indépendants - Union centriste